# Нью-Ейтенз (Іллінойс)
Нью-Ейтенз (англ. New Athens) — селище (англ. village) в США, в окрузі Сент-Клер штату Іллінойс. Населення — 1955 осіб (2020).

## Географія
Нью-Ейтенз розташований за координатами 38°19′7″ пн. ш. 89°52′30″ зх. д. / 38.31861° пн. ш. 89.87500° зх. д. (38.318480, -89.875094).  За даними Бюро перепису населення США в 2010 році селище мало площу 5,50 км², з яких 4,96 км² — суходіл та 0,54 км² — водойми. В 2017 році площа становила 5,95 км², з яких 5,47 км² — суходіл та 0,48 км² — водойми.

## Демографія
Згідно з переписом 2010 року, у селищі мешкали 2054 особи в 821 домогосподарстві у складі 566 родин. Густота населення становила 373 особи/км².  Було 886 помешкань (161/км²).
Расовий склад населення:
| - 97,5 % — білих - 0,4 % — чорних або афроамериканців - 0,1 % — корінних американців - 0,1 % — азіатів |

До двох чи більше рас належало 1,1 %. Частка іспаномовних становила 1,6 % від усіх жителів.
За віковим діапазоном населення розподілялося таким чином: 24,3 % — особи молодші 18 років, 59,4 % — особи у віці 18—64 років, 16,3 % — особи у віці 65 років та старші. Медіана віку мешканця становила 39,4 року. На 100 осіб жіночої статі у селищі припадало 89,0 чоловіків;  на 100 жінок у віці від 18 років та старших — 86,9 чоловіків також старших 18 років.
Середній дохід на одне домашнє господарство  становив 74 114 долари США (медіана — 56 389), а середній дохід на одну сім'ю — 88 487 доларів (медіана — 70 833). Медіана доходів становила 48 625 доларів для чоловіків та 35 114 долари для жінок. За межею бідності перебувало 8,7 % осіб, у тому числі 13,8 % дітей у віці до 18 років та 0,0 % осіб у віці 65 років та старших.
Цивільне працевлаштоване населення становило 956 осіб. Основні галузі зайнятості: освіта, охорона здоров'я та соціальна допомога — 27,7 %, роздрібна торгівля — 14,4 %, виробництво — 10,7 %, фінанси, страхування та нерухомість — 8,1 %.